# Silfiac
Silfiac (bret. Silieg) – miejscowość i gmina we Francji, w regionie Bretania, w departamencie Morbihan.
Według danych na rok 1990 gminę zamieszkiwało 459 osób, a gęstość zaludnienia wynosiła 20 osób/km² (wśród 1269 gmin Bretanii Silfiac plasuje się na 851. miejscu pod względem liczby ludności, natomiast pod względem powierzchni na miejscu 426.).